# Chiesa di Santo Stefano Protomartire (Mazzo di Valtellina)
La chiesa di Santo Stefano Protomartire, nota anche più semplicemente chiesa di Santo Stefano e pure con i titoli di collegiata e di pieve, è la parrocchiale di Mazzo di Valtellina, in provincia di Sondrio e diocesi di Como; fa parte del vicariato di Grosio.

## Storia
La pieve di Mazzo, sorta probabilmente nel VII secolo, anche se la prima citazione che ne certifica l'esistenza risale all'824, estendeva la sua giurisdizione su un ampio territorio che andava da Sernio sino a Serravalle.
Nell'XI secolo la pieve fu insignita dei titoli di collegiata ed arcipresbiteriale e nel Duecento a servizio della cura d'anime v'erano l'arciprete e cinque canonici.
Riedificata nel Basso Medioevo, la chiesa fu parzialmente distrutta nel 1507 a causa del crollo del campanile; negli anni successivi la pieve venne ripristinata e la torre ricostruita.
Nel XVIII secolo l'edificio fu modificato mediante l'innalzamento dei muri e la realizzazione delle volte; nel 1905 il vicariato di Mazzo risultava comprendere, oltre alla capopieve, anche le parrocchie di Grosotto, Lovero, Sernio, Tovo e Vervio, alle quali si aggiunse in seguito pure quella di Rogorbello.
La copertura del campanile venne rifatta nel 1928; il 29 gennaio 1968, con la riorganizzazione territoriale della diocesi e la conseguente soppressione dei vicariati, la chiesa confluì nella zona pastorale dell'Alta Valtellina, per poi essere aggregata nel 2011 al vicariato di Grosio.

## Descrizione

### Esterno
La facciata a salienti della chiesa, rivolta a nordovest, scandita da paraste e coronata dal timpano curvilineo, presenta al centro il portale d'ingresso (1508), scolpito da Bernardino Rodari (o de Torigiis) di Maroggia e sormontato da una lunetta ospitante una statua, e una finestra polilobata, mentre ai lati si aprono due finestre.
Annesso alla parrocchiale è il campanile a pianta quadrata, suddiviso in più registri caratterizzati da bifore e trifore; la cella è coronata dalla guglia poggiate sul tamburo ottagonale. 

### Interno
L'interno dell'edificio è suddiviso da pilastri sorreggenti archi a tutto sesto in tre navate, le cui volte vennero realizzate nel XVIII secolo; al termine dell'aula si sviluppa il presbiterio, rialzato di alcuni gradini e chiuso dall'abside quadrata.
Qui sono conservate diverse opere di pregio, tra le quali l'altare del Rosario, intagliato nel XVII secolo, e la tela raffigurante il Martirio di Santo Stefano, dipinto nel 1897 da Giovanni Meletta.